# HD 190228
HD 190228 är en dubbelstjärna belägen i den norra delen av stjärnbilden Räven. Den har en skenbar magnitud av ca 7,30 och kräver åtminstone en stark handkikare för att kunna observeras. Baserat på parallax enligt Gaia Data Release 2 på ca 15,9 mas, beräknas den befinna sig på ett avstånd på ca 205 ljusår (ca 63 parsek) från solen. Den rör sig närmare solen med en heliocentrisk radialhastighet på ca –51 km/s.

## Egenskaper
Primärstjärnan HD 118015 A är en gul till vit underjättestjärna av spektralklass G5 IV. Den har en massa som är ca 0,8 solmassor, en radie som är ca 2,4 solradier och har ca 4,6 gånger solens utstrålning av energi från dess fotosfär vid en effektiv temperatur av ca 5 400 K.
År 2000 tillkännagavs en jätteplanet i omloppsbana kring stjärnan med en minsta massa på 5 Jupitermassor, betecknad HD 190228 b. Objektets planetariska natur ifrågasattes emellertid på grund av stjärnans låga metallinnehåll. Det är mer troligt att det finns jätteplaneter runt högmetallicitetsstjärnor, varför det hävdades att det var mer sannolikt att objektet var en brun dvärg.  Senare astrometriska mätningar bekräftade detta. HD 190228 b är i själva verket en brun dvärg med en massa av 49,4 Jupitermassor. Den har en omloppsperiod av 1 146 dygn och banan är elliptisk med en excentricitet på 0,5.